# Prstenka
Prstenka (Prstýnka, Perštýnka) je zaniklá usedlost v Praze 5-Smíchově, která stála jižně od Kinského zahrady v místech mezi ulicemi Holečkova, Drtinova a Zubatého.

## Historie
Roku 1611 zdědil František Asterštok z Astfeldu 4 strychy vinice a k nim roku 1622 přikoupil 5 strychů vinice sousední. Asterštok byl císařský rychtář na Starém Městě a měl v majetku dům U Zlatého prstenu, po kterém získala spojená vinice jméno.
Usedlost je na vinici doložena před polovinou 19. století, kdy patřila Vilemíně Plitznerové. Kolem roku 1860 byla ale zbořena a na jejím místě postaveny činžovní domy.
Dům č.p. 317 v ulici Zubatého převzal název „Prsténka“ a po tímto názvem byl v 80. letech 19. století veden jako majetek Jana a Johany Bradáčových.